# SRU-fil
SRU-fil (Standardiserat Räkenskapsutdrag) används för att underlätta maskinell ifyllnad. Dessa filer utvecklades i samarbete mellan BAS (Bokföringsnämnden) och Skatteverket. 
SRU-filerna innehåller kopplingsscheman som visar var saldon från BAS-konton ska föras in i de olika raderna i inkomstdeklarationens räkenskapsschema. Denna koppling görs med hjälp av fyrsiffriga koder, kallade fältkoder, där varje kod specificerar var informationen ska rapporteras.
Tidigare kallades dessa fältkoder för SRU-koder och var tresiffriga, men de har nu utökats till fyra siffror. Det är viktigt att notera att kopplingsschemat kan behöva ändras när BAS-kontoplanen uppdateras för ett nytt kalenderår eller om det sker ändringar i räkenskapsschemat. I praktiken sker ändringar oftast vid ny lagstiftning eller om normeringen ändras. Nuvarande kopplingar är från 2019 och finns definierade på bas.se
En SRU-fil kan innehålla flera deklarationer i samma fil. Exempel på deklarationer som kan lämnas in via SRU-fil är Inkomstdeklaration 2 (INK2) inklusive bilagor (INK2S, INK2R). NE, K4 samt INK3-4 går även att lämna in som SRU-fil.
- Inkomstdeklaration 2
  - Räkenskapsschema INK2R
  - Skattemässiga justeringar INK2S

- Inkomst av näringsverksamhet NE
- Inkomst av näringsverksamhet NEA

- Försäljning Värdepapper m.m. K4

- Räkenskapsschema INK4R
- Skattemässiga justeringar INK4S
- Delägaruppgifter Handelsbolag INK4DU

En SRU-fil består av två delar, info.sru samt blanketter.sru. Den första förklarar övergripande information om inlämnade person/företag, medan den senare ingående siffror som fyllts i blanketterna.
Ett förenklat exempel på hur en SRU-fil ser ut:

info.sru
#DATABESKRIVNING_START filtitel
#PRODUKT produktinformation
#SKAPAD tidpunkt
#PROGRAM programutgivare
#ORGNR organisationsnummer
#NAMN bolagsnamn
blanketter.sru
#BLANKETT blankettblock (INK1-4)
#IDENTITET person- eller orgnr, datum samt klockslag vid framställning.
#NAMN företaget/uppgiftslämnaren
#UPPGIFT fältkod summa
#BLANKETTSLUT avslutar blankettblocket
#FIL_SLUT avslutar fil